# Új hős születik
Az Új hős születik a Flash – A Villám című 2014-es sorozat első része. Andrew Kreisberg és Geoff Johns írta, valamint David Nutter rendezte.

## Cselekmény
Barry Allen (Grant Gustin) életét megváltoztatja, hogy megöli az anyját egy gömbvillám. A 10 éves Barry próbálja megértetni a legjobb barátja, Iris West (Candice Patton) apjával, Joe Westtel, aki nyomozó, (Jesse L. Martin) hogy ez tényleg megtörtént. Joe nem hisz neki, de ennek ellenére befogadja a családjába, hiszen Barry apját börtönbe zárják a gyilkosságért. Ahogyan telnek az évek Joe és Iris házában, Barry mindig elszökik, hogy beszélhessen az apjával. Senki más nem hisz az ártatlanságában. Felnőve Barry rendőrségi technikus lesz. Egy nap a részecskegyorsító beindítására elmennek Irissal a Star Labsbe. Egy tolvaj ellopja Iris táskáját, Barry utána ered, de nem sikerül elkapnia, mert nem elég gyors. Végül Barry a rendőrségi laborjába megy. De ekkor felkelti a figyelmét a részecskegyorsító, ami felrobban a vihar közben. Barry a mennyezeti ablakon át nézi a vihart, amikor belecsap a részecskegyorsító villámja, és Barry elesik, estében leveri a laborjában tárolt üvegeket, amelyekből ráfolynak a vegyszerek.
Barry a villámcsapást követően kómába kerül. Kilenc hónap telik el és azóta megváltozott valami. Irisnak barátja lett. Barry a Star Labsben ébred fel. Találkozik a részecskegyorsító kutatóival, Dr. Harrison Wells-szel (Tom Cavanagh), Cisco Ramonnal (Carlos Valdes), Caitlin Snow-val (Danielle Panabaker). Barry kiment sétálni, mert először jól érezte magát, de aztán valam furcsa érzés fogta el, valamiféle rezgés, majd elkezdett nagyon gyorsan futni. Visszament a Star Labsbe, és megkérdezte, hogy mi történik vele. Dr. Harrison Wells elmagyarázta, de azért ő is csodálkozott. Majd Dr. Wells és csapata próbálják megtanítani Barrynek, hogyan használja a képességét, de ő futás közben mindig az anyja halálán gondolkozik. Később megjelenik egy másik különleges képességekkel rendelkező férfi (ú.n. meta-humán), aki vihart tud gerjeszteni. Ő az Időjárásmágus, aki bankokat rabol a képességével. Majd egy hurrikánnal akarja elpusztítani a várost, és ebben csak Barry tudja megakadályozni. Végül próbálja megölni Barryt, de Joe épp jókor érkezik, lelövi az Időjárásmágust, így Barry megmenekül. Joe tudomást szerez Barry képességéről.

## Szereplők
| Karakter           | Színész            | Szinkron         |
| ------------------ | ------------------ | ---------------- |
| Barry Allen/Flash  | Grant Gustin       | Szabó Máté       |
| Iris West          | Candice Patton     | Szilágyi Csenge  |
| Caitlin Snow       | Danielle Panabaker | Ruttkay Laura    |
| Cisco Ramon        | Carlos Valdes      | Czető Roland     |
| Eddie Thawne       | Rick Cosnett       | Szatory Dávid    |
| Dr. Harrison Wells | Tom Cavanagh       | Debreczeny Csaba |
| Joe West           | Jesse L. Martin    | Schneider Zoltán |
| Nora Allen         | Michelle Harrison  | Németh Kriszta   |
| Henry Allen        | John Wesley Shipp  | Rosta Sándor     |

## Gyártás

### A kezdetek
2013. július 30-án  bejelentették, hogy A zöld íjász létrehozói, Greg Berlanti és Andrew Kreisberg, kezdeti rendezője, David Nutter és a DC Comics vezetője, Geoff Johns a Flash alapján szeretnének létrehozni egy televíziós sorozatot a  The CW számára. A sorozat Barry Allen származásával foglalkozna. A bejelentés után Kreisberg bejelentette, hogy Barry először A zöld íjász második évadjának három részében szerepelne először, amit Berlanti, Kreisberg és Johns közösen írnának meg. A harmadik megjelenésnél csatlakozna össze a két sorozat. Kreisberg hozzátette, hogy Barry törvényszéki tudós lenne, szuper ereje és ennek bemutatása pedig nagyon emberi és megalapozott lesz.
Barry végül A zöld íjász második évadjának végül is csak két ráészében szerepelt. Végül úgy döntöttek, hogy az összekapcsoló rész helyett a The CW-n lesz egy bevezető rész. A csatorna vezetésének nagyon is megtetszett A zöld íjász két részének vágott változata. A bevezető rész lehetőséget adott az alkotóknak, hogy jobban rávilágítsanak Barry történetére, az ő világára, és ehhez nagyobb költségvetést tudtak megszerezni. A kezdő részt hivatalosan 2014. január 29-én rendelték meg, a forgatókönyvet Berlanti, Kreisberg, és Johns írta meg, a részt pedig Nutter rendezte. 2014. május 8-án a Flash hivatalosan is sorozat lett, melyből kezdetben 13 részt rendeltek meg. Szeptemberben a levetített rések sikerének hatására három további forgatókönyvet rendeltek. A sorozat koncepciójának megrajzolása közben Richard Donner Superman filmjei adták az inspirációt, leginkább annak „szíve, humora, és a kiterjedése.” A The Flash és A zöld íjász összehasonlításakor Berlanti szerint az utóbbi egy éjszakai bűnöző világ, míg a történet elejét és végét bemutató világ sokkal inkább a sci—fi világa.

### Szereplő válogatás

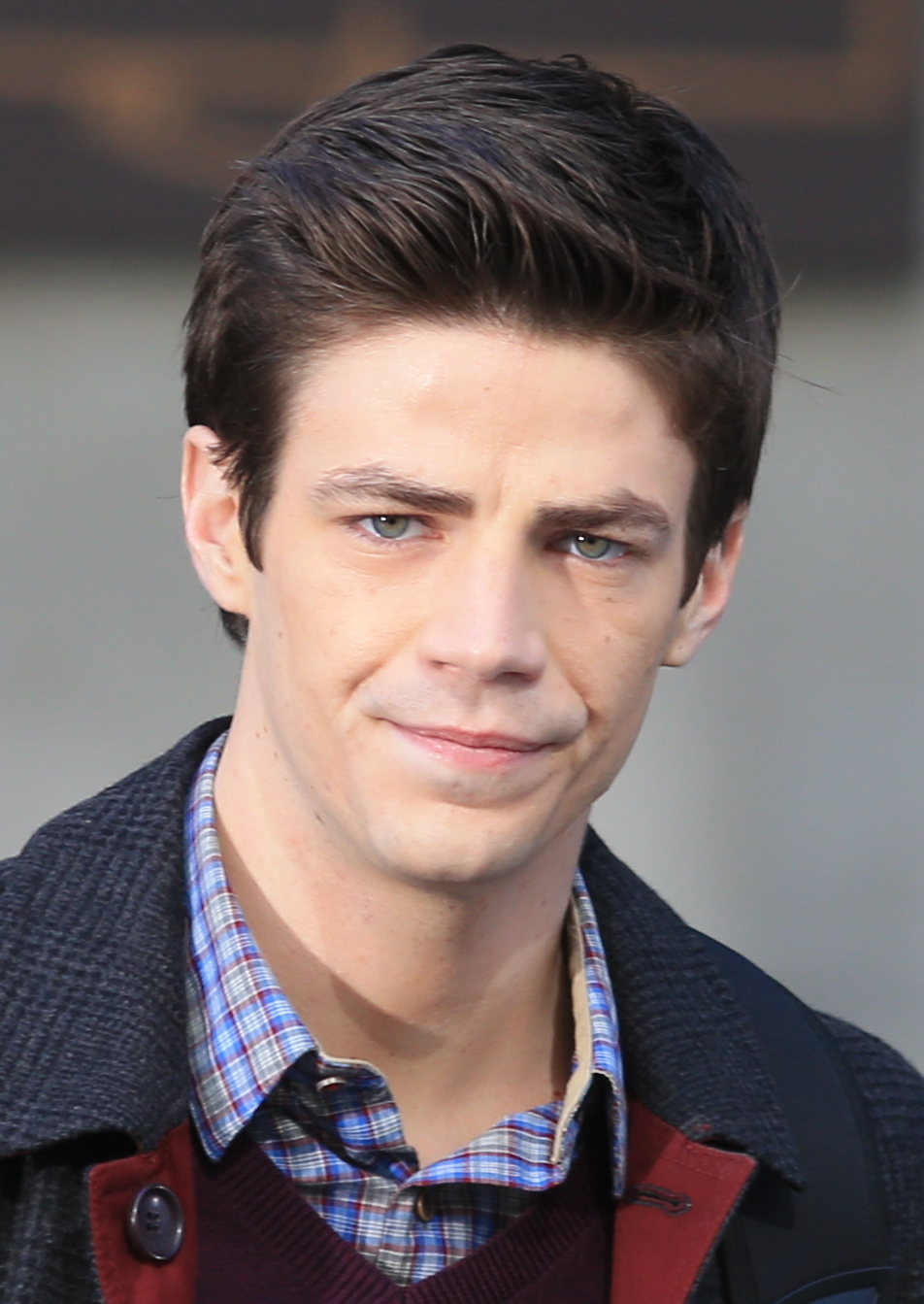
Grant Gustin, a kezdő rész forgatása alatt Vancouverben, 2014. márciusban.

2013. szeptember 13-án Grant Gustint kiválasztották a Flash szerepére. Ő a meghallgatás alatt utánajárt a karakternek, annyi képregényt átolvasott, amennyit csak tudott. Mivel tudta, hogy mindent nehéz lesz elolvasni, ezért a The New 52 sorozatra koncentrált. Úgy gondolta, az lesz a legközelebb a sorozat érzelem világához  2014. január 21-én Jesse L. Martint választották ki Joe West, Barry örökbefogadó apja, egy rendőrdetektív szerepére. Három nappal később Rick Cosnett és Danielle Panabaker kapta meg Eddie Thawne detektív és Caitlin Snow szerepét. Carlos Valdes február 14-én lett Cisco Ramon megtestesítője. A bejelentésben az is szerepelt, hogy először A zöld íjász második évadjában kerülnek képernyőre. Aznap, Candice Patton  lett Iris West, Barry kiszemeltje. Tom Cavanagh hat nappal később csatlakozott a csapathoz mint Harrison Wells, aki a szerepleírása szerint "a fizika világának egyik rock sztárja valamint az ő ötletei és pénze áll a Central City S.T.A.R. Labs Particle Accelerator mögött." Cosnettet eredetileg Jay Garrick megformálására választották ki, majd később lett a szerepből Eddie Thawne.
John Wesley Shipp, a Barryt az 1990-es sorozatban megformáló színész a következő nap egy előre meg nem határozott, visszatérő szerepet kapott. 2014. májusban lett nyilvános, hogy ő Henry Allen, Barry apja lesz. Berlanti azt mondta, azért rá esett a választás, mert „a Flashs-sel töltött története miatt [Kreisberg], [Johns] és én csak egy emberre tudtunk gondolni, hogy eljátssza Barry édesapját, és az John Wesley Shipp volt. Fantasztikus, érzelmi játékot mutatott be a kezdő részben, és már nagyon várjuk, hogy más szerepekben is feltűnjön.”

### Design
Johns szerint a sorozat Flashje hasonlítani fog a képregénybeli párjára, amit a jellegzetes piros ruha fog kiegészíteni, és egyáltalán nem egy szegényes másolatról lesz szó. Kreisberg kiegészítette: "Semmiféle jelmez vagy kódnév: Ő lesz a Flash." Miközben azt keresték, hogyan lehet Flash fénysebességét megjeleníteni, Johns hozzátette, hogy ez nem a szokásos „elhomályosítás” lesz. A fejlesztők bevonták a folyamatba a jelmeztervező Colleen Atwoodot is, aki A zöld íjász ruháit is megtervezte. Így ő is részt vehetett a Flash ruháinak megálmodásában. Ez végül egy burgundi színséma lett, egy maszkkal kiegészített sisak, körülötte arany kiegészítőkkel. Megalkotásának az elejétől számítógépes utómunkálatok mentek rajta keresztül, míg el nem érkezett a próbafelvétel napja. Az eredetileg bőrből készült ruha tartalmazott nyújtható anyagokat is, hogy Gustin tudjon benne fordulni. Atwood szerint: „minden egy olyan anyagról szólt, mely képes elhitetni a sebesség illúzióját. Grant [Gustin] folyamatosan mozog a ruhában, tehát úgy kellett megválasztani az anyagot, hogy a mozgás folyamatosan láthatóvá váljon.”

### Felvétel
A részt 2014. március 2. és március 25. között, elsősorban a Brit Kolumbiában lévő Vancouverben, illetve Oregonban, Portlandben vették fel. Gustin ezt mondta arról, milyen sorrendben vették fel a kezdő rész jeleneteit A zöld íjásszal egyidőben: 
Mikor [A zöld íjász] jeleneteit forgatták, az volt, hogy amit látsz, azt kapod, és ők tényleg mindent megcsináltak. Sok üres felvételt készítettünk, ahol senki nem volt, csak a háttér, majd később rakták rá a jeleneteket. Sokat harcoltam. Nem kellett teljes sebességgel dolgoznom. Ők felvették, amit csináltam, és felgyorsítottak. Sokakat leállítottak, miközben én mozogtam. Igazán fárasztó munka volt, amit meg kellett csinálnunk. Ők harci koreográfiákat tanulnak, amit a megfelelő szögből felvesznek, és azt kapod, amit látsz.

### Zene
A zöld íjász zeneszerzője, Blake Neely a sorozat fő zeneszerzője, és neki adták az első rész megzenésítését is. Ő már korábban csinált egy zenei aláfestést, mikor Barry korábban megjelent, de megjegyezte, hogy „Ennek másnak kellett lennie. … Ugyanakkor nem lehetett annyira eltérő, hogy ne igazodjon bele A zöld íjász univerzumába. Olyan stílust kellett választanom, ami megfér A zöld íjásszal.” 

## Megjelenése

### Sugárzás
A részt először a Warner Bros. Television és a DC Entertainmentnek a Comic-Con Internationalön meglévő sávjában ment le 2014. júliusban a Gotham első részével és a Constantine beharangozójával. A részt később az USA-ban a Thhe CW-n 2014, október 7-én vetítették le ismét. Ezzel egyidőben került műsorra Kanadában a CTV-n, az Egyesült Királyságban pedig 2014. október 28-án a Sky 1-on mutatták be. Ausztráliában a Fox8 műsorán, 2014. december 3-án sugározták.

### Otthoni média
A Flash első évadjának többi részével közösen ez is 2015. szeptember 2-án jelent meg Blu-ray discen és DVD-n. Bónuszként rákerültek a kulisszák mögött zajlott események is, kommentárok, kimaradt részek, valamint egy bakigyűjtemény is. 2015. október 6-tól a részt meg lehet nézni a Netflixen is.